# كأس إنترتوتو 1998
كأس إنترتوتو 1998 (بالإنجليزية: 1998 UEFA Intertoto Cup)‏ هو موسم من كأس إنترتوتو. أقيم خلال الفترة 20 يونيو 1998 وحتى 25 أغسطس 1998، وبمشاركة  60 فريقاً، وفاز فيه نادي فالنسيا، وفيردر بريمن، ونادي بولونيا.